# 더 리더

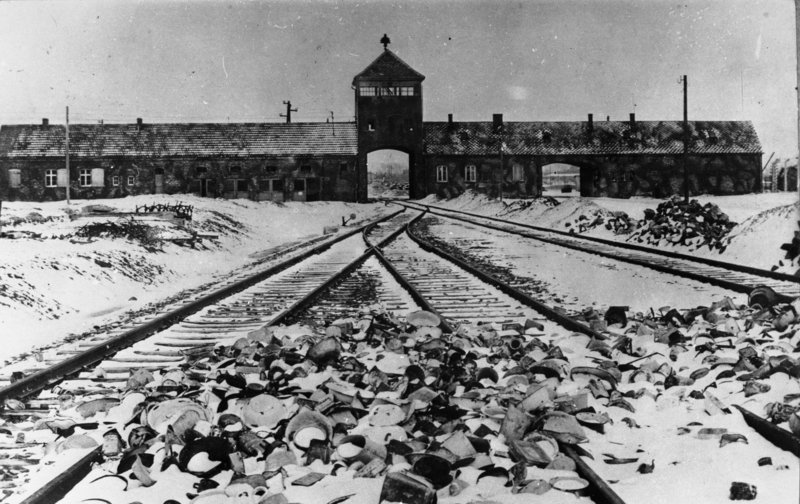

더 리더(독일어: Der Vorleser, 영어: The Reader)는 1995년에 간행된 베른하르트 슐링크의 장편 소설이다. 2008년에 영화화되었다.